# Гримм (Шлеммер), Юлиана Шарлотта
Юлиана Шарлотта Фредерика Гримм в замужестве Шлеммер (нем. Juliane Charlotte Friederike Grimm (Schlemmer), 3 августа 1735, Ханау — 18 декабря 1796, Штайнау-ан-дер-Штрассе) — старшая и бездетная сестра Филиппа Вильгельма Гримма (1751—1796), отца братьев Гримм, и оказавшая существенное влияние на Якоба (1785—1863) и Вильгельма (1786—1859).

## Биография
Родилась в семье священника г. Ханау Фридриха Гримма Младшего (1707—1777) и Кристины Елизаветы Хайльман (1715—1754).
После смерти матери взяла на себя ведение дома и заботу о младших братьях. Овдовела в возрасте 50 лет (1785), будучи бездетной. В том же году родился её старший племянник — Якоб, а через год родился его брат Вильгельм; и она посвятила себя их воспитанию. В детские годы братья Гримм были окружены её заботой и вниманием и нежно называли её «Милая тётушка Шлеммер». Впоследствии Якоб отмечал, что в эти годы он был привязан к тёте даже более, чем к отцу и матери. Юлиана Шарлотта лично составила систематический план начального обучения для Якоба и Вильгельма и сама занималась с ними письмом и чтением. Позднее она посвящала занятия библейским сюжетам, а с Якобом начала изучать катехизис. Именно «тётушка Шлеммер» впервые познакомила братьев Гримм с миром немецких сказок, посвящая им свои рассказы так же систематически, как и прочим пунктам в составленном ею учебном плане. Она же привила им любовь к обучению. Благодаря всему этому, когда оба брата были отданы в городскую школу, они «мало чему могли там научиться, кроме усердия и строгой внимательности», — как отмечал позднее Вильгельм Гримм.
Когда в 1791 году отец братьев Гримм получил должность амтмана в Штайнау, и его семья готовилась к переезду, Юлиана Шарлотта также продала свой дом в Ханау и по приглашению брата переехала вместе с его семьёй. На новом месте братья посещали местную школу, где занимались под руководством Иоганна Цинкхана (нем. Johann Georg Zinkhahn). Однако, часть уроков по-прежнему оставалась за Юлианной Шарлоттой, равно как и общее руководство образованием племянников. В этот период она сосредоточилась на преподавании им катехизиса и изучении Библии, что было ей отнюдь не трудно как дочери, внучке и правнучке священника. Якоб признавал впоследствии, что «через её чтение и объяснение Библии он узнал и понял религию лучше, чем через лекции по теологии». Когда в 1796 году умер Филипп Вильгельм Гримм, и его семья должна была покинуть просторный дом амтмана, «тётушка Шлеммер» поддерживала вдову своего брата материально, а фактически взяла на себя роль старшего в роду Гримм.